# 布拉塔契奇
布拉塔契奇(Bratačić)是一條塞爾維亞科盧巴拉州奧塞契納的村落。根据2011年人口普查，當地有261名居民。1806年，當地發生反抗奧斯曼土耳其帝國的布拉塔契查战役，塞爾維亞人取得戰役勝利。